# MyBulletinBoard
MyBulletinBoard (MyBB) est un Bulletin Board System libre développé par le groupe MyBB. Il est écrit en PHP et utilise les bases de données MySQL pour stocker les données.

## Fonctions

### Fonctions générales
- Nombre illimité de membres, forums, messages, discussions, pièces jointes, etc.
- Fonction de recherche MySQL (MySQL 4.1+).
- Personnalisable via un système de thèmes et de modèles.
- Existe en plusieurs langues.
- Développé en PHP, compatible avec les serveurs de bases de données MySQL.

### Fonctions pour les membres
- Panneau de configuration d'utilisateur.
- Profil et paramètres personnalisés pour chaque utilisateur.
- Données de profils personnalisées.
- Système de messagerie privé avec gestion des dossiers.
- Système de réputation.
- Signatures, avatars, liste noire et abonnements aux forums.